# ارشتناب
ارشتناب (به انگلیسی: Areshtanab) یکی از قدیمی‌ترین روستاهای استان آذربایجان شرقی است که در دهستان قوری‌گل، بخش مرکزی شهرستان بستان‌آباد واقع شده‌است. ورودی اصلی راه ارشتناب از کنار تالاب بین‌المللی قوری گول است که حدود شش کیلومتر از جاده بستان آباد - تبریز فاصله دارد.
روستای ارشتناب در قدیم یکی از روستاهای پرجمعیت و پر رونق منطقه بود اما به دلیل کمبود امکانات رفاهی و آموزشی مثل خیلی از روستاهای دیگر، به مرور زمان بعلت مهاجرت اکثر اهالی بتدریج از جمعیت آن کاسته شد به‌طوری‌که الان روستای ارشتناب حدود ۵۰ خانوار ساکن دارد وجمعیت آن بالغ بر ۲۵۰ نفر است. کار اکثر اهالی این روستا کشاورزی و دامپروری است و از این راه امرار معاش می‌کنند.
کلمه ارشتناب در آئین زرتشت از دو قسمت تشکیل یافته، ارشت + ناب، ارشت در زبان زرتشتی به معنی طلا و ناب هم به معنی خالص است. یعنی در کل ارشتناب یعنی طلای خالص. در لغت‌نامه دهخدا نیز در توضیح ارشتناب چنین نوشته: نام محلی کنار راه تبریز به سراب میان قهوه‌خانه یوسف آباد و گردنه جهانیان  در ۴۴۸۰۰۰ گزی تبریز.
ارشتناب به خاطر داشتن معدن‌های متعدد از اهمیت خاصی در ایران برخوردار است.

## تاریخ
ارشتناب در گذشته بعلت واقع شدن در مسیر جاده تبریز-اردبیل میزبان خیلی از اشخاص مشهور تاریخ و کاروان‌ها بوده‌است به‌طوری‌که نادر شاه افشار در سفرنامه خود از اتراق در این روستا در زمان حمله عثمانی‌ها سخن گفته‌است؛ و همچنین مکان تاریخی (نادر تپه سی) واقع در جنوب شهرستان بستان آباد که آثار بنا و ساختمان نیز در آن مشاهده می‌شود، محل اقامت نادر شاه در آن دوران بوده‌است.
در کتاب قره‌باغ در گذرگاه تاریخ نوشته صمد سرداری‌نیا هم چنین آمده: شاه عبّاس در سال ۹۹۵ﮬ. ق /۱۵۸۷ میلادی تحت شرایط سنگینی به تخت سلطنت جلوس کرد، مسائل خارجی و طغیان‌های داخلی، هستی دولت را تهدید می‌کرد.
در سال‌های ۹۹۳تا ۱۰۱۲/۱۵۸۵تا ۱۶۰۳میلادی، عثمانیان موفّق شدند تبریز را تصرّف کنند و در آن پادگانی نظامی بسازند که بسیار مستحکم بود. موافقتنامه ۹۹۹ﮬ. ق /۱۵۹۱ میلادی ایران و عثمانی، قریه ارشتناب، در جنوب شرقی تبریز را مرز سرحدی قرار داد، امّا بعدها قراباغ هم به تصرّف عثمانیان درآمد و حاکم قراباغ، از پاشای تبریزاطاعت کرد… امّا شاه عبّاس موفّق شد در سال ۱۰۱۴ ق /۱۶۰۶ میلادی، مجدداً آن ناحیه را متصرف شود.
همچنین اسماعیل امیرخیزی یار و مشاور ستارخان در خاطرات خود (حرکت ستارخان سردار ملی از تبریز به اردبیل) چنین می‌نویسد:
روز پنجشنبه ۲۳ شعبان ۱۳۲۷ سردار ملی یک ساعت از سر زدن آفتاب گذشته از تبریز حرکت کرد، عده سوارانش در حدود یکصد نفر یا چیزی کم یا زیاد بود، خودش در درشکه نشسته بود و بنده را نیز پهلوی خود نشاند. در عرض راه از اهالی دهات اطراف، مراسم استقبال به جای میاوردند و سردار نیز نسبت به ایشان بسیار مهر و محبت می‌کرد. چون از گردنه شبلی سرازیر شده به کنار قوری گول رسیدیم و پس از چند ساعت استراحت سوار اسبهایمان شده به سوی ارشتناب رهسپار شدیم، اهالی ارشتناب از مراسم استقبال فروگذاری نکرده بودند و در محل باصفایی از سردار پذیرایی کردند. به هر صورت آن روز به شب آمد و شب هم به روز، ما صبح روز جمعه ۲۴ شعبان از ارشتناب حرکت کرده عازم سراب شدیم.
همچنین آثار باقی‌مانده از کاروانسراها در این روستا گواه این است که زمانی ارشتناب محل اتراق و استراحت خیلی کاروان‌ها بوده‌است.

## مساحت
مساحت کلی روستای ارشتناب اعم از زراعی و ملی تقریباً ۲۸۰۰ هکتار هست و نزدیک ۱۳۰۰ هکتار زمین زراعی دارد و تقریباً ۳۰۰ هکتار آن آبی و بقیه دیم هست طبق تقسیمات محلی، روستای ارشتناب به ۷ جوخه (همان جو) و ۷۲ گاو نر (اوکوز) یا گاوبند و هر گاوبند ۹۶ سهم و در کل ۶۹۱۲ سهم تقسیم شده‌است و تقریباً به هر گاوبند ۱۶ هکتار زمین واگذار شده‌است و اصلاحات ارضی نیز بر این اساس صورت گرفته‌است، در تقسم اراضی در آمارگیری اولیه نزدیک ۱۰۰ دهقان شمارش شده و بین ۱۰۰ نفر زمین‌های ارشتناب تقسیم شده‌است و اسناد آن‌ها که به صورت ورقهای بزرگ است موجود هست.

## آب و هوا
آب و هوای ارشتناب خشک با تابستان‌های گرم و زمستان‌های سرد است. سرمای زمستانی، بعلت ارتفاع بالا و توپوگرافی کوهستانی منطقه‌است. آب و هوای این روستا در تابستان‌ها خشک و گرم است؛ اگرچه حرارت به دلیل نزدیکی به کوه سهند و تالاب قوری گول تعدیل می‌گردد.

## افسانه‌ها

### افسانه نام ارشتناب
در مورد نام ارشتناب یک روایت و افسانه دیگری هم وجود دارد که قدیمی‌های روستا تعریف می‌کنند.
از آنجایی که ارشتناب درمسیر جاده تبریز سراب و اردبیل قرار داشت و کاروان‌های زیادی از آن عبور می‌کردند یک روز آرش کمانگیر به همراه کاروانی از روستای ما عبور می‌کرده و متوجه  می‌شود که اهالی روستا مسابقه تیر کمان اندازی برگزار می‌کنند چون خودش تیر انداز ماهری بود تقاضای شرکت در مسابقه می‌کند و برگزار کنندگان مسابقه قبول می‌کنند، آرش کمانگیر چون تیر انداز ماهری بود شرط مسافت را تعیین می‌کند و می‌گوید هر کس تیرش مسافت بیشری طی کرد برنده است و آرش برنده می‌شود اهالی روستا آرش را تشویق می‌کنند و از وی خواهش می‌کنند حدود روستا را با تیر انداختن تعییین کند و آرش کمانگیر در چهار جهت تیرش را می اندازد اهالی و مسافران از قدرت کمان آرش متحیر می‌شوند و نام روستا را آرشتناب می‌گذارند یعنی جایی که پهلوانی مثل آرش را به خود نخواهد دید ومرور زمان به ارشتناب تبدیل می‌شود.
(البته اول موضوع اشاره شد که این یک افسانه هست)

### افسانه اژدهای ارشتناب
در روستای ارشتناب کوهی بنام اژدها وجود دارد، این کوه در سمت شمال ارشتناب و مشرف بر ارشتناب هست که مواد معدنی زیادی در خود دارد و از نظر معدنی از غنای خاصی برخوردار هست از جمله آن‌ها می‌توان به سلیس و پوکه آهکی و سایر مواد آن اشاره کرد، حال اصل افسانه که از بزرگان و پیشینیان و گذشته گان اینطور شنیده ایم می‌گویند کوه اژدها در واقع یک اژدهای غول پیکری بود که به سمت روستای ارشتناب در حرکت بود و می خواست ارشتناب را در کام خود فرو ببلعد، می‌گویند یکی از امامان از روستای ما عبور می‌کرده این اژدها را می‌بیند و با آفتابه مسی که در دست داشته بر سر اژدها می‌کوبد و از خداوند می‌خواهد که این اژدها را به سنگ تبدیل کند و به امر خدا اژدها ی غول پیکر سنگ می‌شود.
شکل طبیعی اژدها واقعا شبیه اژدهاست سر آن به طرف روستا در حال عبور از دره هست و شکم آن بی‌نهایت بزرگ و دم آن بطرف خیره مسجد کشیده شده‌است،
شبیه این اژدها کوهی هم در روستای الوار وجود دارد که آنجا هم دارای مواد معدنی هست.
البته همانطور که اشاره شد این یک افسانه هست که از قدیم سینه به سینه و نسل به نسل تعریف شده و تا اینجا رسیده ولی فارغ از هر چیز، می‌توان این کوه را به لحاظ زیبایی و ظاهر خاصش نماد ارشتناب نامید.

### افسانه قوری گول
به نقل از پیشینیان و گذشتگان روستای ارشتناب، در زمان‌های قدیم قوری گول که از نامش هم پیداست یعنی (مرداب خشک)، یک زمین زراعی بوده و مردم روستای ارشتناب در زمین قوریگل به کشت و زرع و کشاورزی می پرداختند، تا اینکه یکروز کشاورزی با گاو نرهایش مشغول شخم کردن زمین کشاورزی خود بوده‌است که ناگهان خیش گاو آهن وی به سنگی بر می خورد و سنگ جابجا می‌شود و از زیر سنگ چاهی نمایان می‌شود، آب چاه شروع به  فوران  می‌کند و چون زمین دریاچه در گودی واقع شده بود آب چاه به‌تدریج بالا می‌آید و به برکه و تالاب تبدیل می‌شود و به مرور زمان و با بارش‌های متعدد، محدوده دریاچه بزرگ شده و به شکل امروزیش در می‌آید که به همین دلیل نامش را قوری گول می نامند.
نامگذاری‌ها در آذربایجان بیشتر مبنای محلی دارند، مردمان محلی با توجه به اقتضای محیطی نام‌گذاری می‌کردند.
قوری گول در طول تاریخ حیاط خود دست خوش تغییر و تحولات زیادی بوده‌است، گاهی تا مرز خشک شدن پیش رفته و گاهی به اوج پر آبی رسیده‌است، در کنوانسیون رامسر به عنوان تالاب بین الملی معرفی شده و به عنوان دریاچه حفاظت شده اعلام گردیده  و به اداره حفاظت محیط زیست جهت حفظ و نگهداری واگذار شده‌است و تنها تالابی هست که آب شیرین دارد و از تنوع زیست جانوری و گیاهی خوبی برخودار است.

### افسانه زینب کلیی (کلات زینب)
افسانه زینب کلیی یکی دیگر از افسانه‌های زیبای مردم ارشتناب است، زینب کلیی در زمین‌های کنار جاده نزدیک سرحد کرگان در تملک برادران رزم دار واقع است.
افسانه از این قرار است که می‌گویند روزی از روزها، زینب خاتون یکی از زنان با غیرت ارشتناب در (زینب کلیی) مشغول درو محصول جو خود بود که از شاهان وقت از کنار زمین زینب خاتون عبور می‌کرد و می‌بیند یک زن تنها مشغول درو محصول خود است، دلش به حال این زن تنها که در اوج گرمای تابستان در حالی که پیر و مسن هم بوده می سوزد و به قشون و همراهانش دستور می‌دهد که جوهای این خانم را درو کنند، لشکر شاه تمام محصول را درو کرده و بسته‌بندی می‌کنند و به یکجا جمع می‌کنند، بعد از اتمام کار شاه به زینب خاتون می‌گوید کار دسته جمعی را چطور می‌بینی؛ زینب خاتون در جواب می‌گوید: قربان چقدر خوب است در انجام کارها افرادت زیاد باشد و در خوردن تنها باشی (ایشلمکده کمک و یمکده تک اولاسان چوخ یاخجیدی) از این جواب زینب خاتون شاه سخت خشمگین می‌شود و دستور می‌دهد این قاری ننه را با سنگ بزنند و لشکر دستور را اجرا می‌کنند و از سنگسار لشکریان یک کلک و تله‌ای از سنگ به وجود می‌آید و زینب خاتون در آنجا ناجوانمردانه کشته می‌شود و در زیر همان سنگ‌ها دفن می‌شود که بعدها اهالی ارشتناب به محل دفن زینب خاتون زینب کلیی می‌گویند که تا به امروز هم این نام باقی مانده‌است.

## قلعه‌ها و غارها
ارشتناب با توجه به شرایط طبیعی و جغرافیایی و عبور جاده تبریز - اردبیل و داشتن کوه‌های بلند در طرفین راه، از موقعیت استراتژیکی و نظامی و امنیتی خاصی برخودار بوده‌است، وجود قلعه‌ها و غارهای بزرگ در ورودی روستا یعنی در کهلر درسی که به قلعه هم نزدیک هست این  نظریه را تقویت می‌کند.
قدمت قلعه‌های ارشتناب خیلی به گذشته بر می‌گردد حتی قبل از اسلام، و حتی زیارتگاه‌ها و قبرستان‌های متعدد ارشتناب این موضوع را ثابت می‌کنند.
ایران به کشور هزار قلعه مشهور هست و ۹۹۹ تای آن‌ها را شاه عباس صفوی ساخته است که در کتاب‌های درسی هم هست، قلعه سرحد کرگان و ارشتناب از قلعه‌های شاه عباس هست که تقریباً از بین رفته و قلعه واقع در سمت چپ سد الخلج که سالم مانده و جدیدا هم  تعمیر شده جزء میراث فرهنگی هست و نیز قلعه قیز قالاسی که بالای کوهی به همین نام (در ۳ کیلومتری قوری گول به سمت ارشتناب) که هم‌اکنون فقط چند تکه سنگ از آن باقی مانده‌است.
البته بعضی‌ها می‌گویند یک قلعه دیگری هم در خروجی ارشتناب به طرف روستای الوار دقیقا  بالای زمین اسداله جواهریان بوده که از بین رفته و آثاری از آن باقی نمانده‌است.
بنا به گفته بزرگان و ریش سفیدان،  غارهای کهلر درسی انبار مهمات و تجهیزات نظامی بوده‌است و چون قلعه هم به این غارها مشرف و خیلی نزدیک هست این نظریه را تقویت می‌کند.
در زمان اشغال روس‌ها در جنگ جهانی اول (بین سال‌های ۱۲۹۵ تا ۱۲۹۷ شمسی) که لشکر روسیه آذربایجان را اشغال کرده بود از کاروانسراهای ارشتناب به عنوان استراحتگاه سربازان خود و اسبهایشان استفاده کرده‌اند و در جنگ جهانی دوم نیز (شهریور ماه ۱۳۲۰) لشکر روسیه روستای ارشتناب را اشغال کرده بود که پیر مردان و پیرزنان روستا همیشه از غارت اموال خود توسط سربازان روسیه حرف می زدند.

## نگارخانه

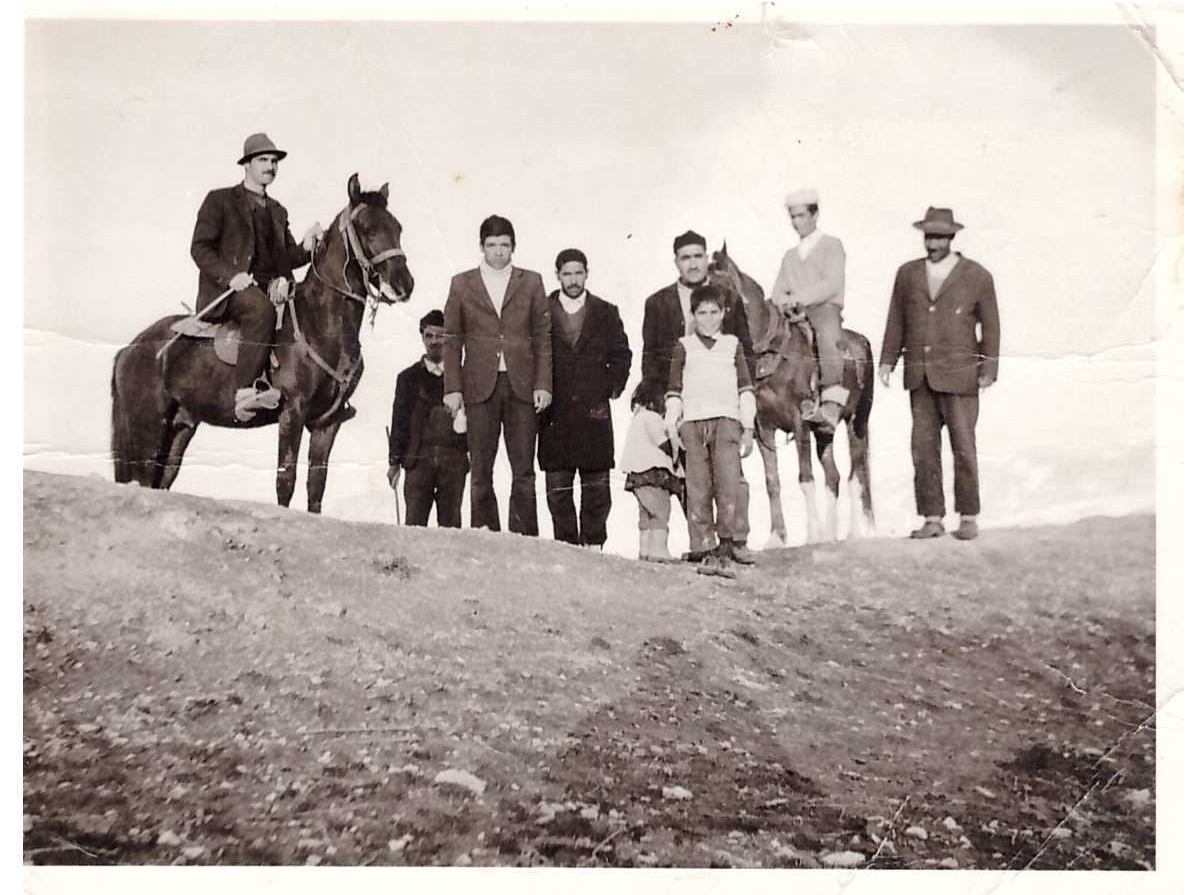
نفر سمت چپ سوار بر اسب مرحوم حسن رنجبر
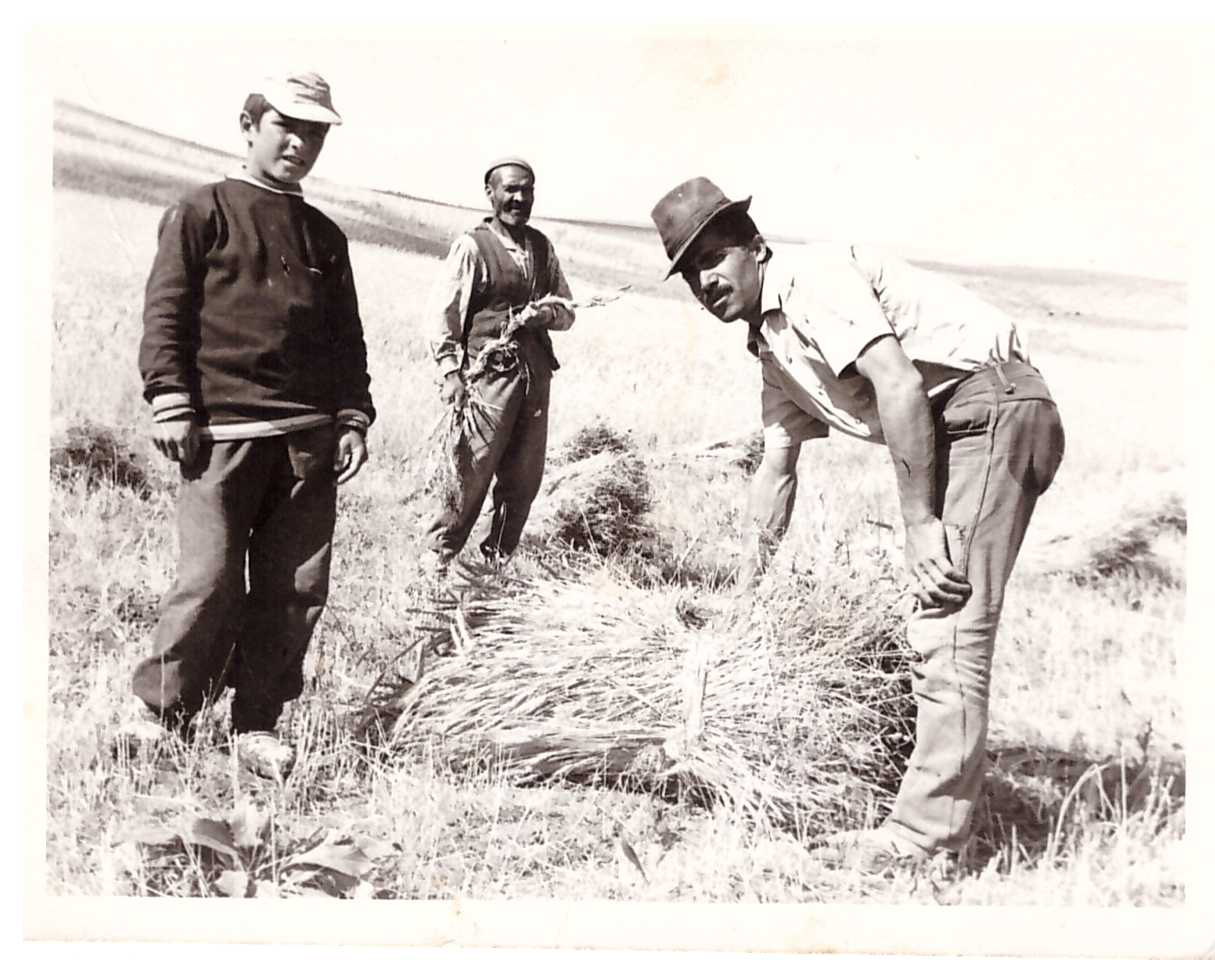
نفر سمت راست مرحوم حسن رنجبر از قهرمانان و نام آوران این منطقه
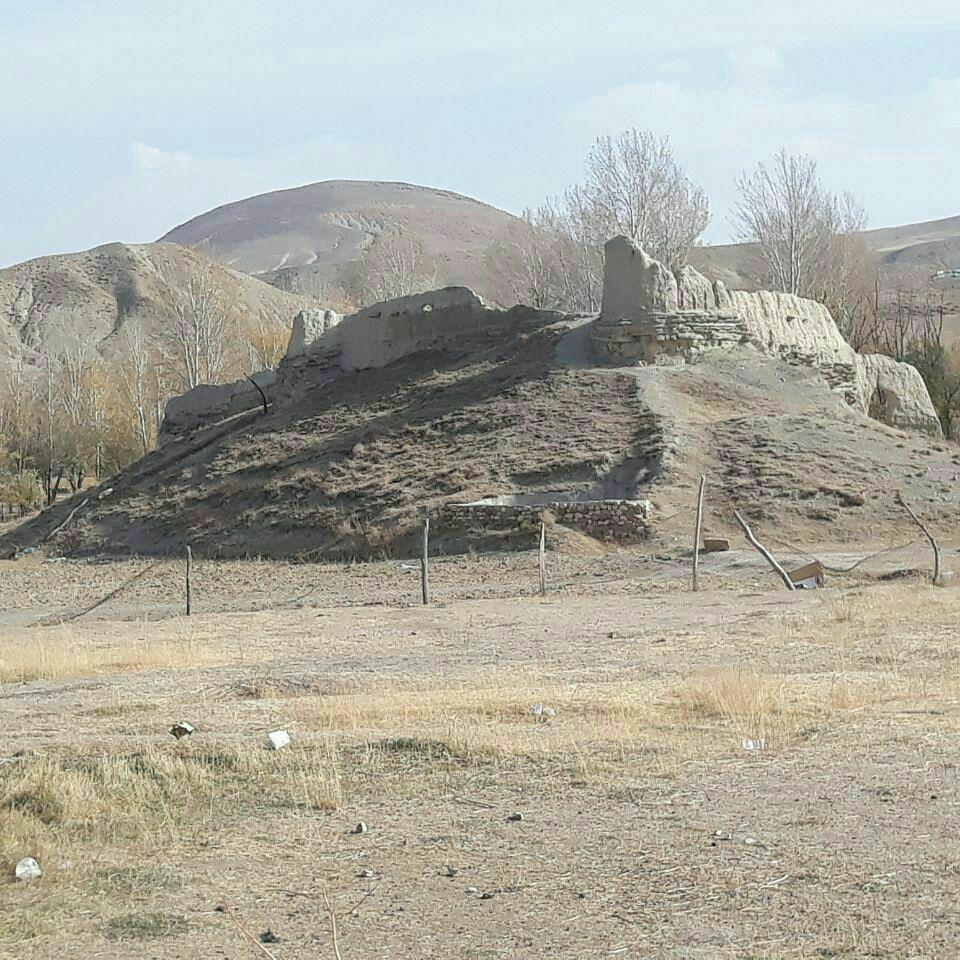
آثار بجا مانده از قلعه ارشتناب
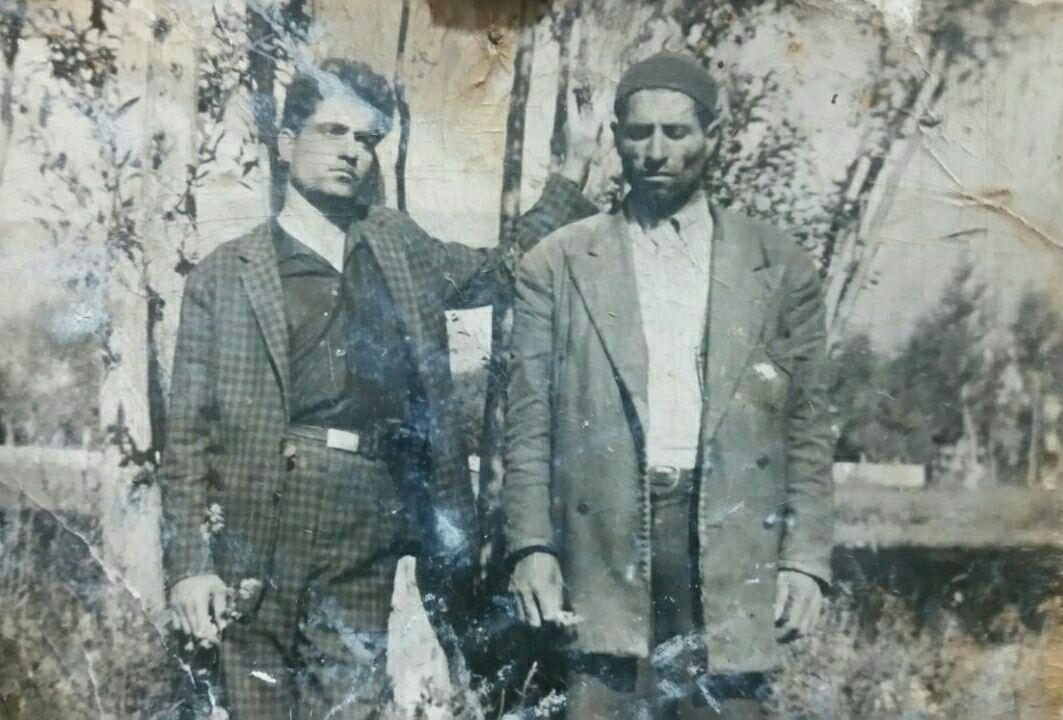
اولین معلم ارشتناب، نفر سمت چپ آقای امیر خیابانی - سال 1343
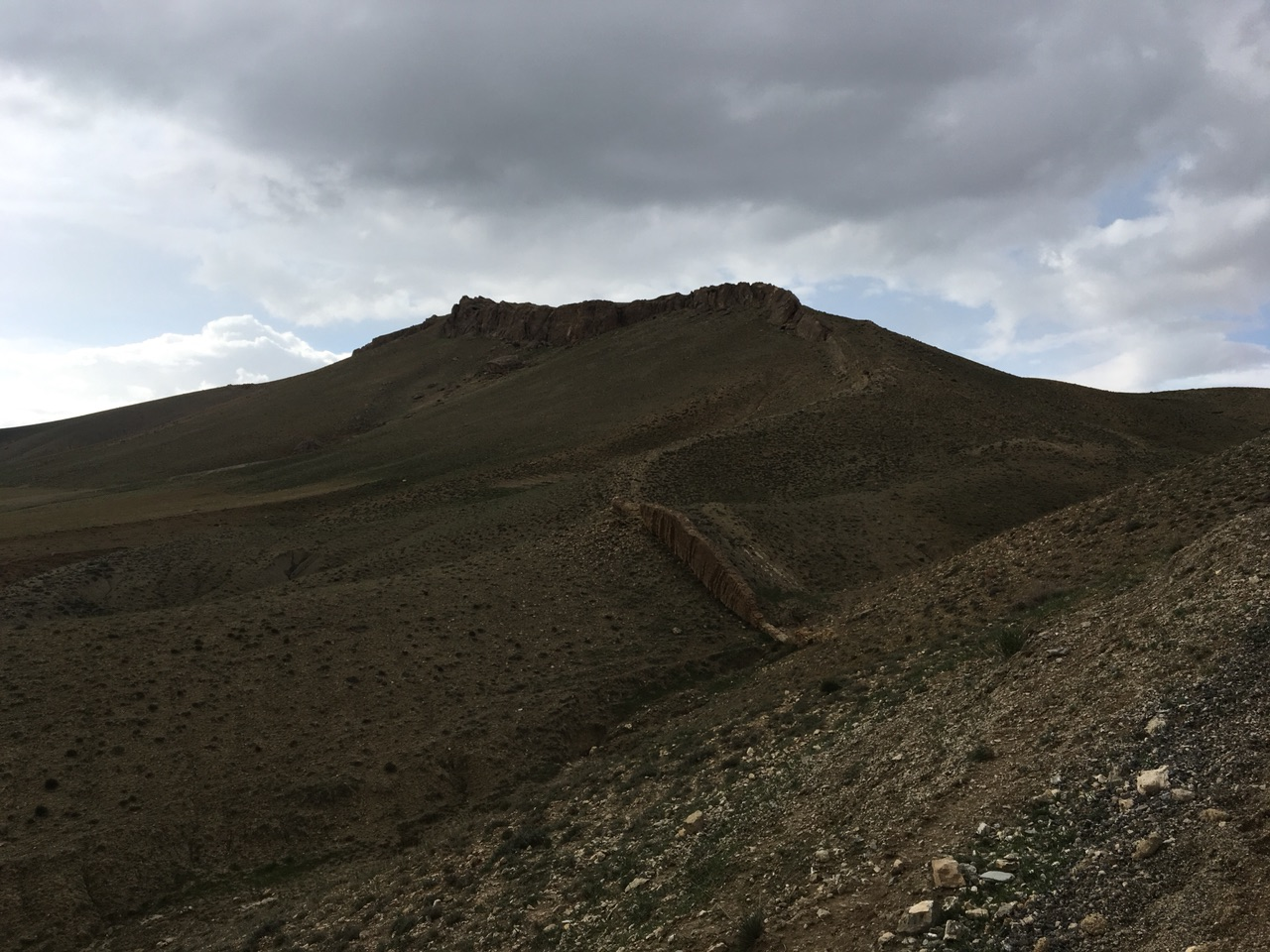
کوه اژدهای ارشتناب